# Aristadromips spinigerus
Aristadromips spinigerus är en spindeldjursart som först beskrevs av Chant och Baker 1965.  Aristadromips spinigerus ingår i släktet Aristadromips och familjen Phytoseiidae. Inga underarter finns listade i Catalogue of Life.